# Право требования
Право требования - это одно из основных правомочий в обязательственном праве, закрепленное за лицом (как правило, кредитором), которое дает ему возможность требовать от другого лица (должника) определенных действий или бездействия в соответствии с законом либо договором. Таким образом, право требования, которое есть у кредитора, корреспондирует обязанности, которая существует у должника.
Право требования возникает на основе обязательства, возникшего в результате заключения договора или в силу действия закона.

## Общая характеристика права требования
Право требования представляет собой возможность на удовлетворение законного интереса одного лица другим лицом путём выполнения (воздержания от выполнения, так называемого «отрицательного» или «негативного» обязательства) конкретных действий. Так, право покупателя представляет собой возможность передачи ему вещи продавцом. С учётом двустороннего характера сделки продавец вправе требовать от покупателя оплаты переданного приобретателю товара.
В случае, если закон не запрещает исполнение обязательства в пользу третьих лиц, право требования может возникать у третьих лиц. Таковым может являться договор страхования жизни и здоровья работника: страхователь (работодатель) уплачивает страховую премию, а у выгодоприобретателя (работника) при наступлении страхового случая появляется право требования к страховщику о получении установленной суммы денег.
Учитывая то, что право требования неразрывно связано с обязательством, в теории высказана точка зрения о прекращении права требования при исполнении обязательства должником (поскольку интерес кредитора в таком случае удовлетворен).
Реализация права требования может требовать действий не только от должника, но и от кредитора: в частности, при исполнении договора подряда заказчик (кредитор) обязан осмотреть и принять работу (результат) подрядчика (должника). 
Судебная защита права требования возможна в пределах срока исковой давности (временной лимит для обращения в суд с требованием).

## Виды
Право требования может быть:
- денежным (например, требование о выплате долга);
- неденежным (например, требование о передаче имущества или об оказании услуг).

По характеру действия, которое надлежит совершить должнику:
- позитивным (обязанность совершить действие);
- негативным (обязанность воздержаться от совершения действия[4]. Например, соглашения о неразглашении информации содержат условия о недопустимости передачи сведений третьим лицам, то есть требования сторон друг к другу не совершать действие под угрозой применения мер ответственности).

## Переход права требования
Переход права требования возможен на основании сделки (уступка требования) либо на основании закона. Закон устанавливает ряд ограничений: недопустима передача "личных" прав требования - требования из алиментных отношений или из отношений, связанных с возмещением вреда жизни и здоровью.